# Championnat de France de rugby à XV 2017-2018
Navigation
Top 14 2016-2017 Top 14 2018-2019
Le championnat de France de rugby à XV 2017-2018 ou Top 14 2017-2018 est la 119e édition du championnat de France de rugby à XV (Top 14). Elle oppose les quatorze meilleures équipes de rugby à XV françaises. Le Montpellier HR domine la saison régulière, alors que le Castres olympique doit passer par les barrages pour atteindre les demi-finales. Ils se retrouvent en finale le 2 juin au stade de France, et Castres s'impose 29-13 pour remporter le cinquième Bouclier de Brennus de son histoire, le deuxième en Top 14 après celui gagné en 2013.

## Participants

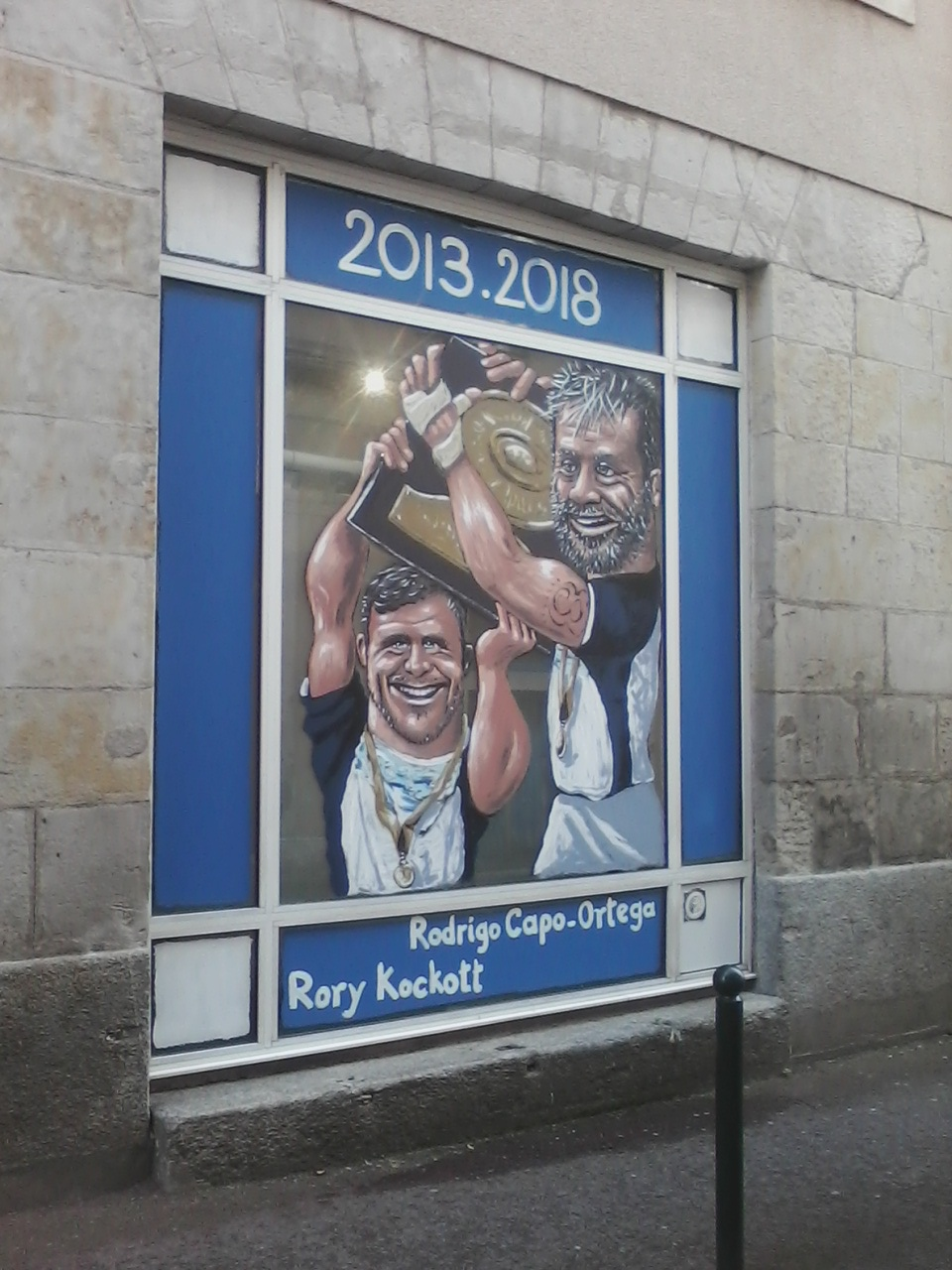
Rory Kockott et Rodrigo Capo Ortega champion de France 2013-2018.

| \| US Oyonnax CA Brive Castres · olympique ASM Clermont SU Agen Lyon OU Montpellier HR Stade français Paris Racing 92 RC Toulon Section paloise Stade · toulousain Union Bordeaux Bègles Stade rochelais \| Localisation des clubs engagés en championnat. |
| US Oyonnax CA Brive Castres · olympique ASM Clermont SU Agen Lyon OU Montpellier HR Stade français Paris Racing 92 RC Toulon Section paloise Stade · toulousain Union Bordeaux Bègles Stade rochelais                                                      |

| Club                  | Dernière montée | Budget prévisionnel 2017-18 en M€ | Classement en 2016-2017 | Entraîneur(s)                                                                              | Stade                                                        | Capacité      |
| --------------------- | --------------- | --------------------------------- | ----------------------- | ------------------------------------------------------------------------------------------ | ------------------------------------------------------------ | ------------- |
| Union Bordeaux Bègles | 2011            | 24,68                             | 11e                     | Jacques Brunel Rory Teague Jeremy Davidson Joe Worsley                                     | Stade Chaban-Delmas (Bordeaux)                               | 34 694        |
| CA Brive              | 2013            | 17,58                             | 8e                      | Nicolas Godignon Didier Casadeï Philippe Carbonneau Jean-Baptiste Péjoine Sébastien Bonnet | Stade Amédée-Domenech (Brive-la-Gaillarde)                   | 13 979        |
| Castres olympique     | 1989            | 21,73                             | 5e                      | Christophe Urios Joe El Abd Frédéric Charrier                                              | Stade Pierre-Fabre (Castres)                                 | 12 500        |
| ASM Clermont          | 1925            | 31,55                             | 2e                      | Franck Azéma Bernard Goutta Didier Bès Xavier Sadourny                                     | Stade Marcel-Michelin (Clermont-Ferrand)                     | 19 022        |
| Montpellier HR        | 2003            | 26,90                             | 3e                      | Vern Cotter Nathan Hines Alex King                                                         | Altrad Stadium (Montpellier)                                 | 15 697        |
| US Oyonnax            | 2017            | 15,42                             | 1er (Pro D2)            | Adrien Buononato Jamie Cudmore Vincent Krischer Mike Prendergast                           | Stade Charles-Mathon (Oyonnax)                               | 11 400        |
| Lyon OU               | 2016            | 27,08                             | 10e                     | Pierre Mignoni Sébastien Bruno David Attoub Karim Ghezal Kendrick Lynn                     | Matmut Stadium Gerland (Lyon)                                | 35 029        |
| Racing 92             | 2009            | 24,91                             | 6e                      | Laurent Travers Laurent Labit Ronan O'Gara Chris Masoe                                     | U Arena (Nanterre) Stade olympique Yves-du-Manoir (Colombes) | 32 000 14 000 |
| Stade français        | 1997            | 30,16                             | 7e                      | Greg Cooper Olivier Azam Julien Dupuy                                                      | Stade Jean-Bouin (Paris)                                     | 15 500        |
| Section paloise       | 2015            | 23,02                             | 9e                      | Simon Mannix Carl Hayman Frédéric Manca                                                    | Stade du Hameau (Pau)                                        | 18 324        |
| SU Agen               | 2017            | 12,32                             | 2e (Pro D2)             | Philippe Sella Stéphane Prosper Mauricio Reggiardo                                         | Stade Armandie (Agen)                                        | 14 042        |
| Stade rochelais       | 2014            | 22,81                             | 1re                     | Patrice Collazo Xavier Garbajosa                                                           | Stade Marcel-Deflandre (La Rochelle)                         | 16 000        |
| RC Toulon             | 2008            | 26,39                             | 4e                      | Fabien Galthié Fabrice Landreau Marc Dal Maso Manny Edmonds                                | Stade Mayol (Toulon)                                         | 18 200        |
| Stade toulousain      | 1907            | 30,86                             | 12e                     | Ugo Mola William Servat Pierre-Henry Broncan Jean Bouilhou                                 | Stade Ernest-Wallon (Toulouse)                               | 19 500        |

- Champion en titre, participant à la Coupe d'Europe 2017-2018.
- Participant à la Coupe d'Europe 2017-2018.
- Promu de Pro D2.

Les équipes ne participant pas à la coupe d'Europe 2017-2018 participent d'office au challenge européen 2017-2018.

## Résumé des résultats

### Classement de la phase régulière
| Rang | Club                  | J  | V  | N | D  | Em | Ee  | Bo | Bd | Pm  | Pe  | Diff | Pts |
| ---- | --------------------- | -- | -- | - | -- | -- | --- | -- | -- | --- | --- | ---- | --- |
| 1    | Montpellier HR        | 26 | 17 | 0 | 9  | 98 | 59  | 12 | 1  | 752 | 559 | +193 | 81  |
| 2    | Racing 92             | 26 | 18 | 0 | 8  | 73 | 45  | 5  | 3  | 622 | 478 | +144 | 80  |
| 3    | Stade toulousain      | 26 | 16 | 1 | 9  | 80 | 62  | 4  | 4  | 719 | 595 | +124 | 74  |
| 4    | RC Toulon             | 26 | 14 | 0 | 12 | 93 | 52  | 9  | 8  | 766 | 507 | +259 | 73  |
| 5    | Lyon OU               | 26 | 15 | 0 | 11 | 78 | 54  | 7  | 3  | 689 | 541 | +148 | 70  |
| 6    | Castres olympique     | 26 | 15 | 0 | 11 | 69 | 66  | 4  | 5  | 638 | 624 | +14  | 69  |
| 7    | Stade rochelais       | 26 | 14 | 1 | 11 | 81 | 52  | 6  | 3  | 686 | 531 | +155 | 67  |
| 8    | Section paloise       | 26 | 15 | 0 | 11 | 58 | 66  | 2  | 4  | 590 | 584 | +6   | 66  |
| 9    | ASM Clermont T        | 26 | 11 | 1 | 14 | 67 | 76  | 4  | 4  | 629 | 687 | -58  | 54  |
| 10   | Union Bordeaux Bègles | 26 | 10 | 1 | 15 | 54 | 74  | 3  | 3  | 557 | 623 | -66  | 48  |
| 11   | SU Agen P             | 26 | 10 | 0 | 16 | 59 | 96  | 2  | 4  | 537 | 757 | -220 | 46  |
| 12   | Stade français Paris  | 26 | 9  | 0 | 17 | 58 | 87  | 2  | 4  | 540 | 740 | -200 | 42  |
| 13   | US Oyonnax P          | 26 | 7  | 3 | 16 | 55 | 101 | 1  | 4  | 566 | 824 | -258 | 39  |
| 14   | CA Brive              | 26 | 7  | 1 | 18 | 50 | 83  | 1  | 5  | 485 | 726 | -241 | 36  |

|  | Qualification pour les demi-finales (no 1, no 2) et pour la Coupe d'Europe 2018-2019.         |
|  | Qualification pour les barrages (no 3, no 4, no 5, no 6) et pour la Coupe d'Europe 2018-2019. |
|  | Qualification pour la Challenge Cup 2018-2019.                                                |
|  | Barrage face au finaliste de Pro D2 (no 13).                                                  |
|  | Relégué en Pro D2 pour la saison 2018-2019 (no 14).                                           |
|  | T : tenant du titre 2017 • P : promu 2017                                                     |

Attribution des points : victoire sur tapis vert : 5, victoire : 4, match nul : 2, défaite : 0, forfait : -2 ; plus les bonus (offensif : 3 essais de plus que l'adversaire ; défensif : défaite par 5 points d'écart ou moins).
Règles de classement : 1. points terrain (bonus compris) ; 2. points terrain obtenus dans les matchs entre équipes concernées ; 3. différence de points dans les matchs entre équipes concernées ; 4. différence entre essais marqués et concédés dans les matchs entre équipes concernées ; 5. différence de points ; 6. différence entre essais marqués et concédés ; 7. nombre de points marqués ; 8. nombre d'essais marqués ; 9. nombre de forfaits n'ayant pas entraîné de forfait général ; 10. place la saison précédente ; 11. nombre de personnes suspendues après un match de championnat.

### Phases finales
|  | Barrages                                     | Barrages                           |                                          |                                          | Demi-finales                             | Demi-finales                             |  |  | Finale                                       | Finale                                       |
|  | Barrages                                     | Barrages                           |                                          |                                          | Demi-finales                             | Demi-finales                             |  |  | Finale                                       | Finale                                       |
|  |                                              |                                    |                                          |                                          |                                          |                                          |  |  |                                              |                                              |
|  | 18 mai 2018 au Stade Mayol, Toulon           | 18 mai 2018 au Stade Mayol, Toulon |                                          |                                          | 25 mai 2018 au Parc OL, Décines-Charpieu | 25 mai 2018 au Parc OL, Décines-Charpieu |  |  | 15 juin 2018 au Stade de France, Saint-Denis | 15 juin 2018 au Stade de France, Saint-Denis |
|  | 18 mai 2018 au Stade Mayol, Toulon           | 18 mai 2018 au Stade Mayol, Toulon |                                          |                                          | 25 mai 2018 au Parc OL, Décines-Charpieu | 25 mai 2018 au Parc OL, Décines-Charpieu |  |  | 15 juin 2018 au Stade de France, Saint-Denis | 15 juin 2018 au Stade de France, Saint-Denis |
|  | 18 mai 2018 au Stade Mayol, Toulon           | 18 mai 2018 au Stade Mayol, Toulon | [1] Montpellier HR                       | 40                                       |                                          |                                          |  |  | 15 juin 2018 au Stade de France, Saint-Denis | 15 juin 2018 au Stade de France, Saint-Denis |
|  | [4] RC Toulon                                | 19                                 | [1] Montpellier HR                       | 40                                       |                                          |                                          |  |  | 15 juin 2018 au Stade de France, Saint-Denis | 15 juin 2018 au Stade de France, Saint-Denis |
|  | [4] RC Toulon                                | 19                                 | [5] Lyon OU                              | 14                                       |                                          |                                          |  |  | 15 juin 2018 au Stade de France, Saint-Denis | 15 juin 2018 au Stade de France, Saint-Denis |
|  | [5] Lyon OU                                  | 19                                 | [5] Lyon OU                              | 14                                       |                                          |                                          |  |  | 15 juin 2018 au Stade de France, Saint-Denis | 15 juin 2018 au Stade de France, Saint-Denis |
|  | [5] Lyon OU                                  | 19                                 | 26 mai 2018 au Parc OL, Décines-Charpieu | 26 mai 2018 au Parc OL, Décines-Charpieu | [1] Montpellier HR                       | 13                                       |  |  |                                              |                                              |
|  | 19 mai 2018 au Stade Ernest-Wallon, Toulouse |                                    | 26 mai 2018 au Parc OL, Décines-Charpieu | 26 mai 2018 au Parc OL, Décines-Charpieu | [1] Montpellier HR                       | 13                                       |  |  |                                              |                                              |
|  |                                              | [6] Castres olympique              | 26 mai 2018 au Parc OL, Décines-Charpieu | 26 mai 2018 au Parc OL, Décines-Charpieu | 29                                       |                                          |  |  |                                              |                                              |
|  | [3] Stade toulousain                         | [6] Castres olympique              | 26 mai 2018 au Parc OL, Décines-Charpieu | 26 mai 2018 au Parc OL, Décines-Charpieu | 29                                       | 11                                       |  |  |                                              |                                              |
|  | [3] Stade toulousain                         | [6] Castres olympique              | 19                                       |                                          |                                          | 11                                       |  |  |                                              |                                              |
|  | [6] Castres olympique                        | [6] Castres olympique              | 19                                       | 23                                       |                                          |                                          |  |  |                                              |                                              |
|  | [6] Castres olympique                        | [2] Racing 92                      | 14                                       | 23                                       |                                          |                                          |  |  |                                              |                                              |
|  |                                              | [2] Racing 92                      | 14                                       |                                          |                                          |                                          |  |  |                                              |                                              |

## Résultats détaillés

### Phase régulière

#### Tableau synthétique des résultats
L'équipe qui reçoit est indiquée dans la colonne de gauche.
| Clubs             | AGE   | UBB   | CAB   | CAS   | CLE   | LOU   | MHR   | OYO   | SFR   | PAU   | RAC   | ROC   | RCT   | TOU   |
| ----------------- | ----- | ----- | ----- | ----- | ----- | ----- | ----- | ----- | ----- | ----- | ----- | ----- | ----- | ----- |
| SU Agen           |       | 10-15 | 27-13 | 30-3  | 27-17 | 6-25  | 31-29 | 36-21 | 29-13 | 14-20 | 23-19 | 15-20 | 26-24 | 25-52 |
| Bordeaux-Bègles   | 33-23 |       | 27-27 | 6-7   | 32-25 | 19-10 | 47-17 | 20-26 | 30-10 | 19-18 | 15-39 | 29-19 | 30-27 | 19-25 |
| CA Brive          | 15-12 | 22-20 |       | 27-22 | 9-11  | 25-27 | 29-10 | 33-30 | 20-19 | 16-21 | 6-25  | 10-19 | 13-12 | 19-22 |
| Castres olympique | 43-28 | 33-19 | 37-28 |       | 29-23 | 33-22 | 17-22 | 54-3  | 28-6  | 27-29 | 13-18 | 31-15 | 20-19 | 28-23 |
| ASM Clermont      | 35-26 | 33-3  | 62-6  | 27-31 |       | 39-18 | 29-30 | 12-18 | 33-10 | 38-14 | 23-21 | 21-17 | 21-16 | 36-26 |
| Lyon OU           | 71-17 | 49-14 | 29-14 | 31-12 | 36-10 |       | 32-24 | 52-18 | 44-3  | 35-23 | 22-24 | 15-19 | 15-6  | 9-17  |
| Montpellier HR    | 48-19 | 11-10 | 54-10 | 45-7  | 28-24 | 38-17 |       | 37-6  | 28-16 | 45-13 | 41-3  | 40-24 | 43-20 | 32-22 |
| US Oyonnax        | 12-10 | 9-39  | 40-17 | 19-32 | 32-32 | 39-18 | 30-43 |       | 33-27 | 16-19 | 12-16 | 38-38 | 29-26 | 23-23 |
| Stade français    | 34-36 | 22-12 | 30-22 | 23-17 | 50-13 | 16-25 | 31-20 | 39-35 |       | 5-40  | 27-17 | 35-24 | 15-19 | 33-37 |
| Section paloise   | 22-33 | 27-17 | 34-15 | 28-13 | 22-21 | 30-14 | 16-22 | 33-12 | 23-25 |       | 24-15 | 18-15 | 38-26 | 11-10 |
| Racing 92         | 42-13 | 29-13 | 17-13 | 25-20 | 58-6  | 17-20 | 26-0  | 25-13 | 28-22 | 23-20 |       | 19-12 | 17-13 | 23-19 |
| Stade rochelais   | 47-6  | 31-20 | 33-24 | 18-26 | 51-20 | 19-15 | 26-14 | 57-12 | 31-7  | 44-14 | 16-9  |       | 20-27 | 37-21 |
| RC Toulon         | 54-5  | 36-12 | 41-24 | 59-13 | 49-0  | 39-11 | 32-17 | 49-25 | 43-5  | 41-14 | 29-40 | 26-20 |       | 20-16 |
| Stade toulousain  | 30-10 | 38-37 | 45-28 | 31-41 | 28-18 | 20-27 | 22-14 | 37-15 | 53-17 | 23-19 | 42-27 | 19-14 | 18-13 |       |

|  | Victoire à domicile |  | Match nul |  | Défaite à domicile |

#### Détails des résultats
Les points marqués par chaque équipe sont inscrits dans les colonnes centrales (3-4) alors que les essais marqués sont donnés dans les colonnes latérales (1-6). Les points de bonus sont symbolisés par une bordure bleue pour les bonus offensifs (trois essais de plus que l'adversaire), orange pour les bonus défensifs (défaite par moins de cinq points d'écart), rouge si les deux bonus sont cumulés.

#### Évolution du classement
| Club            | 1  | 2  | 3  | 4  | 5  | 6  | 7  | 8  | 9  | 10 | 11 | 12 | 13 | 14 | 15 | 16 | 17 | 18 | 19 | 20 | 21 | 22 | 23 | 24 | 25 | 26 |
| --------------- | -- | -- | -- | -- | -- | -- | -- | -- | -- | -- | -- | -- | -- | -- | -- | -- | -- | -- | -- | -- | -- | -- | -- | -- | -- | -- |
| Agen            | 14 | 11 | 11 | 12 | 12 | 13 | 13 | 13 | 12 | 12 | 12 | 13 | 12 | 13 | 13 | 13 | 13 | 12 | 11 | 12 | 11 | 11 | 11 | 11 | 11 | 11 |
| Bordeaux-Bègles | 5  | 8  | 5  | 9  | 7  | 6  | 5  | 6  | 7  | 6  | 7  | 8  | 8  | 8  | 8  | 9  | 9  | 9  | 9  | 10 | 10 | 10 | 9  | 10 | 10 | 10 |
| Brive           | 12 | 14 | 14 | 14 | 14 | 14 | 14 | 14 | 13 | 13 | 13 | 12 | 13 | 12 | 12 | 12 | 12 | 13 | 13 | 13 | 14 | 13 | 13 | 14 | 14 | 14 |
| Castres         | 9  | 3  | 7  | 10 | 10 | 10 | 11 | 10 | 8  | 7  | 6  | 5  | 3  | 3  | 4  | 4  | 7  | 5  | 6  | 7  | 8  | 8  | 8  | 6  | 6  | 6  |
| Clermont        | 10 | 9  | 13 | 7  | 8  | 9  | 9  | 9  | 10 | 9  | 9  | 9  | 10 | 10 | 10 | 10 | 10 | 10 | 10 | 9  | 9  | 9  | 10 | 9  | 9  | 9  |
| Lyon            | 3  | 2  | 6  | 3  | 3  | 2  | 1  | 1  | 1  | 2  | 3  | 3  | 7  | 7  | 7  | 7  | 6  | 8  | 8  | 6  | 7  | 7  | 7  | 5  | 5  | 5  |
| Montpellier     | 1  | 1  | 1  | 1  | 1  | 1  | 2  | 2  | 2  | 1  | 1  | 2  | 1  | 2  | 1  | 1  | 1  | 1  | 1  | 1  | 1  | 1  | 1  | 1  | 1  | 1  |
| Oyonnax         | 8  | 12 | 9  | 11 | 11 | 12 | 12 | 12 | 14 | 14 | 14 | 14 | 14 | 14 | 14 | 14 | 14 | 14 | 14 | 14 | 13 | 14 | 14 | 13 | 13 | 13 |
| Paris           | 11 | 7  | 12 | 13 | 13 | 11 | 10 | 11 | 11 | 11 | 11 | 11 | 11 | 11 | 11 | 11 | 11 | 11 | 12 | 11 | 12 | 12 | 12 | 12 | 12 | 12 |
| Pau             | 13 | 13 | 10 | 8  | 9  | 8  | 7  | 8  | 9  | 10 | 10 | 10 | 9  | 9  | 9  | 8  | 8  | 7  | 4  | 5  | 5  | 6  | 5  | 7  | 8  | 8  |
| Racing 92       | 6  | 6  | 2  | 2  | 5  | 7  | 8  | 7  | 6  | 4  | 4  | 4  | 4  | 4  | 3  | 3  | 2  | 2  | 2  | 2  | 2  | 2  | 2  | 3  | 2  | 2  |
| La Rochelle     | 4  | 10 | 3  | 4  | 2  | 5  | 4  | 3  | 3  | 3  | 2  | 1  | 2  | 1  | 2  | 2  | 3  | 6  | 7  | 8  | 6  | 5  | 6  | 8  | 7  | 7  |
| Toulon          | 2  | 5  | 4  | 6  | 6  | 4  | 6  | 4  | 5  | 8  | 8  | 7  | 5  | 5  | 5  | 5  | 4  | 4  | 5  | 3  | 4  | 4  | 4  | 4  | 4  | 4  |
| Toulouse        | 7  | 4  | 8  | 5  | 4  | 3  | 3  | 5  | 4  | 5  | 5  | 6  | 6  | 6  | 6  | 6  | 5  | 3  | 3  | 4  | 3  | 3  | 3  | 2  | 3  | 3  |

#### État de forme des équipes
| Club            | 1 | 2 | 3 | 4 | 5 | 6 | 7 | 8 | 9 | 10 | 11 | 12 | 13 | 14 | 15 | 16 | 17 | 18 | 19 | 20 | 21 | 22 | 23 | 24 | 25 | 26 |
| --------------- | - | - | - | - | - | - | - | - | - | -- | -- | -- | -- | -- | -- | -- | -- | -- | -- | -- | -- | -- | -- | -- | -- | -- |
| Agen            | P | G | P | P | P | P | P | P | G | P  | G  | P  | G  | P  | G  | P  | P  | G  | G  | P  | P  | P  | G  | G  | G  | P  |
| Bordeaux-Bègles | G | P | G | P | G | G | G | P | P | G  | N  | P  | G  | P  | G  | P  | P  | P  | P  | P  | G  | P  | G  | P  | P  | P  |
| Brive           | P | P | P | P | P | P | G | P | G | P  | N  | G  | P  | G  | G  | P  | P  | P  | P  | P  | P  | G  | P  | P  | P  | G  |
| Castres         | P | G | P | P | P | G | P | G | G | G  | G  | G  | G  | G  | P  | P  | G  | G  | P  | P  | G  | P  | G  | G  | P  | G  |
| Clermont        | P | G | P | G | G | P | P | G | P | G  | N  | G  | P  | P  | P  | P  | P  | P  | G  | G  | G  | P  | P  | G  | P  | G  |
| Lyon            | G | G | P | G | G | G | G | G | P | P  | P  | P  | P  | G  | P  | G  | G  | P  | G  | G  | P  | P  | G  | G  | P  | G  |
| Montpellier     | G | G | G | G | P | G | P | G | G | G  | P  | P  | G  | P  | G  | G  | G  | G  | P  | G  | P  | G  | G  | P  | G  | P  |
| Oyonnax         | N | P | G | P | P | P | P | P | P | P  | N  | P  | P  | P  | N  | P  | P  | G  | G  | G  | G  | P  | P  | G  | G  | P  |
| Paris           | P | G | P | P | P | G | G | P | P | G  | P  | G  | P  | G  | P  | P  | P  | P  | P  | G  | P  | P  | G  | P  | G  | P  |
| Pau             | P | P | G | G | G | P | G | P | P | G  | P  | G  | G  | P  | G  | G  | G  | G  | G  | G  | P  | G  | P  | P  | P  | G  |
| Racing 92       | G | P | G | G | P | P | P | G | G | G  | G  | P  | G  | G  | G  | G  | G  | P  | G  | P  | G  | G  | G  | P  | G  | G  |
| La Rochelle     | G | P | G | G | G | P | G | G | G | P  | G  | G  | P  | G  | N  | G  | P  | P  | P  | P  | G  | G  | P  | P  | P  | G  |
| Toulon          | G | P | G | P | G | G | P | G | P | P  | P  | G  | G  | P  | P  | G  | G  | G  | P  | G  | P  | G  | P  | G  | G  | P  |
| Toulouse        | N | G | P | G | G | G | G | P | G | P  | G  | P  | P  | G  | P  | G  | G  | G  | G  | P  | G  | G  | P  | G  | G  | P  |

Séries de la saison :
- Séries de victoires : Castres, 7 victoires consécutives
- Séries de matchs sans défaites : Castres, 7 victoires consécutives
- Séries de défaites : Oyonnax, 7 défaites consécutives
- Séries de matchs sans victoires : Oyonnax, 14 matchs sans victoires

### Phase finale

#### Barrages
| Vendredi 18 mai 2018 21 h 00 | RC Toulon | 19 - 19 a. p. (3 - 6) | Lyon OU | Stade Mayol, Toulon 17 885 spectateurs Arbitre : Mathieu Raynal |
| Vendredi 18 mai 2018 21 h 00 | Essai(s) : 1 Ashton (56e) Transformation(s) : 1 Beleau (56e) Pénalité(s) : 4 Belleau (37e, 49e), Trinh-Duc (69e, 82e) Carton(s) jaune(s) : 1 Nonu (87e) |                       | Essai(s) : 2 Arnold (64e), Cretin (69e) Pénalité(s) : 3 Harris (23e, 32e, 93e) Carton(s) jaune(s) : 1 Puricelli (36e) | Stade Mayol, Toulon 17 885 spectateurs Arbitre : Mathieu Raynal |
| Vendredi 18 mai 2018 21 h 00 | |                       | | Stade Mayol, Toulon 17 885 spectateurs Arbitre : Mathieu Raynal |

| Titulaires · 56e Chris Ashton 15 · Josua Tuisova 14 · 99e (cap.) Mathieu Bastareaud 13 · 88e à 98e Ma'a Nonu 12 · Semi Radradra 11 · 58e 99e Anthony Belleau 10 · 58e Éric Escande 9 · Duane Vermeulen 8 · 70e Juan Martín Fernández Lobbe 7 · Raphaël Lakafia 6 · 49e Juandré Kruger 5 · Dave Attwood 4 · 69e 99e Marcel van der Merwe 3 · 74e Guilhem Guirado 2 · Florian Fresia 1 · Remplaçants · 74e Anthony Étrillard 16 · Emerick Setiano 17 · 49e Romain Taofifénua 18 · 70e Samu Manoa 19 · 58e 88e François Trinh-Duc 20 · 88e Malakai Fekitoa 21 · 58e Alby Mathewson 22 · 69e 99e Levan Chilachava 23 · Entraîneur · Fabien Galthié |  | Titulaires · 15 Toby Arnold 64e · 14 Alexis Palisson 41e · 13 Rudi Wulf · 12 Thibaut Regard · 11 Xavier Mignot 70e 88e · 10 Mike Harris · 9 Jonathan Pélissié · 8 Taiasina Tuifu'a 67e · 7 Liam Gill · 6 Julien Puricelli (cap.) 36e à 46e · 5 Hendrik Roodt 44e · 4 Félix Lambey 44e · 3 Francisco Gómez Kodela 44e · 2 Mickaël Ivaldi 44e · 1 Alexandre Menini 44e · Remplaçants · 16 Virgile Lacombe 44e · 17 Stéphane Clément 44e · 18 François van der Merwe 44e · 19 Étienne Oosthuizen 44e · 20 Frédéric Michalak 70e 88e · 21 Dylan Cretin 67e 69e · 22 Théo Belan 41e · 23 Richard Choirat 44e · Entraîneur · Pierre Mignoni |

| Samedi 19 mai 2018 16 h 15 | Stade toulousain                                               | 11 - 23 (6 - 13) | Castres olympique | Stade Ernest-Wallon, Toulouse 18 800 spectateurs Arbitre : Romain Poite |
| Samedi 19 mai 2018 16 h 15 | Essai(s) : 1 Ghiraldini (60e) Pénalité(s) : 2 Ramos (16e, 20e) |                  | Essai(s) : 2 Batlle (12e, 45e) Transformation(s) : 2 Urdapilleta (12e, 46e) Pénalité(s) : 3 Kockott (25e, 48e), Urdapilleta (35e) Carton(s) rouge(s) : 1 Jenneker (59e) | Stade Ernest-Wallon, Toulouse 18 800 spectateurs Arbitre : Romain Poite |
| Samedi 19 mai 2018 16 h 15 |                                                                |                  | | Stade Ernest-Wallon, Toulouse 18 800 spectateurs Arbitre : Romain Poite |

| Titulaires · Thomas Ramos 15 · Cheslin Kolbe 14 · Gaël Fickou 13 · 74e (cap.) Florian Fritz 12 · 66e 74e Maxime Médard 11 · 50e Zack Holmes 10 · Sébastien Bézy 9 · 70e François Cros 8 · 55e Piula Faasalele 7 · 47e Rynhardt Elstadt 6 · Yoann Maestri 5 · 47e 55e Richie Gray 4 · 50e Charlie Faumuina 3 · 56e Julien Marchand 2 · 50e Cyril Baille 1 · Remplaçants · 56e 60e Leonardo Ghiraldini 16 · 50e Lucas Pointud 17 · 47e Iosefa Tekori 18 · 70e Louis-Benoît Madaule 19 · 47e Talalelei Gray 20 · 50e Jean-Marc Doussain 21 · 66e 74e 74e Wandile Mjekevu 22 · 50e Dorian Aldegheri 23 · Entraîneur · Ugo Mola |  | Titulaires · 15 Julien Dumora · 14 Armand Batlle 12e 44e 62e · 13 Thomas Combezou · 12 Afusipa Taumoepeau · 11 David Smith · 10 Benjamín Urdapilleta 46e 52e · 9 Rory Kockott 68e · 8 Maama Vaipulu 50e · 7 Mathieu Babillot (cap.) 65e · 6 Yannick Caballero · 5 Loïc Jacquet 55e · 4 Thibault Lassalle 65e · 3 Daniel Kotze 66e · 2 Jody Jenneker 60e · 1 Antoine Tichit 49e · Remplaçants · 16 Marc-Antoine Rallier 65e · 17 Tudor Stroe 49e · 18 Rodrigo Capo Ortega 55e · 19 Steve Mafi 65e · 20 Florian Vialelle 62e · 21 Alex Tulou 50e · 22 Ludovic Radosavljevic 46e 52e 68e · 23 Paea Fa'anunu 66e · Entraîneur · Christophe Urios |

#### Demi-finales
| Vendredi 25 mai 2018 20 h 45 | Montpellier HR | 40 - 14 (29 - 3) | Lyon OU                                                                                                  | Groupama Stadium, Décines-Charpieu 58 664 spectateurs Arbitre : Pascal Gaüzère |
| Vendredi 25 mai 2018 20 h 45 | Essai(s) : 4 Nadolo (24e), Dumoulin (38e), Picamoles (48e), Willemse (72e) Transformation(s) : 4 Pienaar (24e, 38e, 48e, 72e) Pénalité(s) : 4 Pienaar (4e, 18e, 43e), Steyn (13e) Carton(s) jaune(s) : 1 Bardy (75e) |                  | Essai(s) : 1 Harris (78e) Transformation(s) : 3 Harris (10e, 23e, 29e) Carton(s) jaune(s) : 1 Gill (38e) | Groupama Stadium, Décines-Charpieu 58 664 spectateurs Arbitre : Pascal Gaüzère |
| Vendredi 25 mai 2018 20 h 45 | |                  | | Groupama Stadium, Décines-Charpieu 58 664 spectateurs Arbitre : Pascal Gaüzère |

| Titulaires · 64e Jesse Mogg 15 · Benjamin Fall 14 · François Steyn 13 · 38e 71e Alexandre Dumoulin 12 · 24e Nemani Nadolo 11 · Aaron Cruden 10 · 76e Ruan Pienaar 9 · 48e (cap.) Louis Picamoles 8 · 64e Kélian Galletier 7 · Fulgence Ouedraogo 6 · 72e Paul Willemse 5 · 69e Nico Janse van Rensburg 4 · 65e Jannie du Plessis 3 · 73e Bismarck du Plessis 2 · 74e Mikheil Nariashvili 1 · Remplaçants · 73e Vincent Giudicelli 16 · 74e Grégory Fichten 17 · 69e Jarrad Hoeata 18 · 64e 75e à 85e Julien Bardy 19 · 76e Enzo Sanga 20 · 64e Henry Immelman 21 · 71e Joe Tomane 22 · 65e Davit Kubriashvili 23 · Entraîneur · Vern Cotter |  | Titulaires · 15 Toby Arnold · 14 Xavier Mignot · 13 Rudi Wulf · 12 Thibaut Regard · 11 Alexis Palisson 62e · 10 Mike Harris 78e · 9 Jonathan Pélissié 57e · 8 Taiasina Tuifu'a 57e 71e · 7 Liam Gill 38e à 48e · 6 Julien Puricelli (cap.) 71e · 5 Hendrik Roodt 51e · 4 Félix Lambey 69e · 3 Francisco Gómez Kodela 47e · 2 Mickaël Ivaldi 47e · 1 Stéphane Clément 47e 65e · Remplaçants · 16 Virgile Lacombe 47e · 17 Alexandre Menini 47e 65e · 18 François van der Merwe 69e · 19 Étienne Oosthuizen 51e · 20 Baptiste Couilloud 57e · 21 Dylan Cretin 57e · 22 Frédéric Michalak 62e · 23 Richard Choirat 47e · Entraîneur · Pierre Mignoni |

| Samedi 26 mai 2018 16 h 45 | Racing 92 | 14 - 19 (14 - 16) | Castres olympique | Groupama Stadium, Décines-Charpieu 56 272 spectateurs Arbitre : Alexandre Ruiz |
| Samedi 26 mai 2018 16 h 45 | Essai(s) : 2 Imhoff (19e), Dupichot (25e) Transformation(s) : 2 Iribaren (19e, 25e) Carton(s) jaune(s) : 1 Tameifuna (40e) |                   | Essai(s) : 1 Vaipulu (8e) Transformation(s) : 1 Urdapilleta (8e) Pénalité(s) : 4 Urdapilleta (11e, 33e, 40e, 64e) Carton(s) jaune(s) : 1 Dumora (66e) | Groupama Stadium, Décines-Charpieu 56 272 spectateurs Arbitre : Alexandre Ruiz |
| Samedi 26 mai 2018 16 h 45 | |                   | | Groupama Stadium, Décines-Charpieu 56 272 spectateurs Arbitre : Alexandre Ruiz |

| Titulaires · 25e Louis Dupichot 15 · Teddy Thomas 14 · Virimi Vakatawa 13 · 75e Henry Chavancy 12 · 19eJuan Imhoff 11 · Rémi Talès 10 · Teddy Iribaren 9 · 42e 51e (cap.) Yannick Nyanga 8 · Baptiste Chouzenoux 7 · Wenceslas Lauret 6 · 75e Leone Nakarawa 5 · Bernard Le Roux 4 · 40e à 50e 75e Ben Tameifuna 3 · 64e Camille Chat 2 · 59e Eddy Ben Arous 1 · Remplaçants · 64e Ole Avei 16 · 59e Vasil Kakovin 17 · 75e Boris Palu 18 · 64e Antonie Claassen 19 · 75e Antoine Gibert 20 · Benjamin Dambielle 21 · Joe Rokocoko 22 · 42e 51e 75e Cedate Gomes Sa 23 · Entraîneur · Laurent Travers, Laurent Labit |  | Titulaires · 15 Julien Dumora 66e à 76e · 14 Armand Battle · 13 Thomas Combezou · 12 Afusipa Taumoepeau 75e · 11 David Smith · 10 Benjamín Urdapilleta · 9 Rory Kockott · 8 Maama Vaipulu 8e · 7 Anthony Jelonch 66e · 6 Mathieu Babillot (cap.) · 5 Loïc Jacquet · 4 Thibault Lassalle 29e · 3 Daniel Kotze 66e · 2 Marc-Antoine Rallier 59e · 1 Antoine Tichit 66e · Remplaçants · 16 Kévin Firmin 59e · 17 Tudor Stroe 66e · 18 Rodrigo Capo Ortega 29e · 19 Alex Tulou · 20 Florian Vialelle 75e · 21 Ludovic Radosavljevic · 22 Steve Mafi 66e · 23 Paea Fa'anunu 66e · Entraîneur · Christophe Urios |

#### Finale
| Samedi 2 juin 2018 20 h 45 | Montpellier HR                                                                  | 13 - 29 (6 - 19) | Castres olympique | Stade de France, Saint-Denis 78 442 spectateurs Arbitre : Jérôme Garcès |
| Samedi 2 juin 2018 20 h 45 | Essai(s) : 1 Essai de pénalité (55e) Pénalité(s) : 2 Steyn (12e), Pienaar (34e) |                  | Essai(s) : 2 Dumora (39e), Mafi (76e) Transformation(s) : 2 Urdapilleta (40e, 77e) Pénalité(s) : 5 Urdapilleta (8e, 15e, 19e, 30e, 62e) | Stade de France, Saint-Denis 78 442 spectateurs Arbitre : Jérôme Garcès |
| Samedi 2 juin 2018 20 h 45 |                                                                                 |                  | | Stade de France, Saint-Denis 78 442 spectateurs Arbitre : Jérôme Garcès |

| Titulaires · 62e Jesse Mogg 15 · Benjamin Fall 14 · François Steyn 13 · 68e Alexandre Dumoulin 12 · Nemani Nadolo 11 · Aaron Cruden 10 · Ruan Pienaar 09 · Louis Picamoles 08 · 62e Kélian Galletier 07 · Fulgence Ouedraogo 06 · Paul Willemse 05 · 62e Nico Janse van Rensburg 04 · 62e Jannie du Plessis 03 · Bismarck du Plessis 02 · 70e Mikheil Nariashvili 01 · Remplaçants · Romain Ruffenach 16 · 70e Grégory Fichten 17 · 62e Jarrad Hoeata 18 · 62e Julien Bardy 19 · Enzo Sanga 20 · 62e Henry Immelman 21 · 68e Joe Tomane 22 · 62e Davit Kubriashvili 23 · Entraîneur · Vern Cotter |  | Titulaires · 15 Julien Dumora 39e · 14 Armand Batlle · 13 Thomas Combezou · 12 Afusipa Taumoepeau 69e · 11 David Smith · 10 Benjamín Urdapilleta · 90 Rory Kockott 75e · 80 Alex Tulou 62e · 70 Anthony Jelonch 70e · 60 Mathieu Babillot · 50 Rodrigo Capo Ortega · 40 Loïc Jacquet 54e à 64e 65e · 30 Daniel Kotze 62e · 20 Marc-Antoine Rallier 48e · 10 Antoine Tichit 73e · Remplaçants · 16 Kévin Firmin 48e · 17 Tudor Stroe 73e · 18 Christophe Samson 65e · 19 Maama Vaipulu 62e · 20 Florian Vialelle 69e · 21 Ludovic Radosavljevic 75e · 22 Steve Mafi 76e 70e · 23 Paea Fa'anunu 62e · Entraîneur · Christophe Urios |

### Barrages d'accession au Top 14
| Samedi 12 mai 2018 14 h 45 | FC Grenoble | 47 - 22 (28 - 10) | US Oyonnax | Stade des Alpes, Grenoble Arbitre : Laurent Cardona |
| Samedi 12 mai 2018 14 h 45 | Essai(s) : 7 Visinia (8e, 68e), Mélé (11e), Oz (33e), Taumolo (38e), Guillemin (65e), Mas (77e) Transformation(s) : 6 Mélé (8e, 11e, 33e, 38e), Pourteau (68e), Francis (77e) |                   | Essai(s) : 3 Ikpefan (22e, 51e), Müller (80e) Transformation(s) : 2 Botica (22e, 51e) Pénalité(s) : 1 Botica (15e) | Stade des Alpes, Grenoble Arbitre : Laurent Cardona |
| Samedi 12 mai 2018 14 h 45 | |                   | | Stade des Alpes, Grenoble Arbitre : Laurent Cardona |

Le FC Grenoble, club de Pro D2, est promu en Top 14 pour la  saison 2018-2019 grâce à sa victoire 47 à 22 sur US Oyonnax.

### Statistiques

#### Meilleurs réalisateurs
| Rang | Joueur               | Club                 | Poste            | Points | Essais | Transf. | Pén. | Drops |
| ---- | -------------------- | -------------------- | ---------------- | ------ | ------ | ------- | ---- | ----- |
| 1    | Ben Botica           | US Oyonnax           | Demi d'ouverture | 318    | 7      | 38      | 69   | 0     |
| 2    | Benjamin Urdapilleta | Castres olympique    | Demi d'ouverture | 297    | 1      | 50      | 62   | 2     |
| 3    | Thomas Ramos         | Stade toulousain     | Arrière          | 277    | 6      | 50      | 49   | 0     |
| 4    | Ruan Pienaar         | Montpellier HR       | Demi de mêlée    | 191    | 1      | 51      | 28   | 0     |
| 5    | Jules Plisson        | Stade français Paris | Demi d'ouverture | 186    | 1      | 32      | 39   | 0     |
| 6    | Jake McIntyre        | SU Agen              | Demi d'ouverture | 181    | 2      | 33      | 35   | 0     |
| 7    | Anthony Belleau      | RC Toulon            | Demi d'ouverture | 180    | 1      | 38      | 33   | 1     |
| 8    | Tom Taylor           | Section paloise      | Arrière          | 175    | 1      | 25      | 40   | 0     |
| 9    | Lionel Beauxis       | Lyon OU              | Demi d'ouverture | 174    | 4      | 35      | 26   | 2     |
| 10   | Morgan Parra         | ASM Clermont         | Demi de mêlée    | 142    | 2      | 27      | 26   | 0     |

#### Meilleurs marqueurs
| Rang | Joueur             | Club                 | Poste                  | Essais |
| ---- | ------------------ | -------------------- | ---------------------- | ------ |
| 1    | Chris Ashton       | RC Toulon            | Ailier                 | 24     |
| 2    | Nemani Nadolo      | Montpellier HR       | Ailier                 | 19     |
| 3    | Toby Arnold        | Lyon OU              | Ailier                 | 12     |
| -    | Juan Imhoff        | Racing 92            | Ailier                 | 12     |
| -    | Louis Picamoles    | Montpellier HR       | Troisième ligne centre | 12     |
| -    | Armand Batlle      | Castres olympique    | Ailier                 | 12     |
| -    | Julien Dumora      | Castres olympique    | Arrière                | 12     |
| 7    | Waisea Nayacalevu  | Stade français Paris | Ailier                 | 11     |
| -    | Watisoni Votu      | Section paloise      | Ailier                 | 11     |
| 10   | Baptiste Couilloud | Lyon OU              | Demi de mêlée          | 10     |

#### Statistiques diverses

##### Équipes
- Plus grand nombre d'essais marqués par une équipe dans un match : 10 essais inscrits par le Lyon OU lors de la 16e journée face au SU Agen
- Plus grand nombre d'essais dans un match : 12 essais lors du match Lyon OU - SU Agen comptant pour la 16e journée
- Plus grand nombre de points marqués par une équipe dans un match : 71 points du Lyon OU face au SU Agen comptant pour la 16e journée (71-17)
- Plus grand écart de points : 56 points lors du match ASM Clermont - CA Brive comptant pour la 4e journée (62-6)
- Plus grand nombre de points dans une rencontre : 88 points lors du match Lyon OU - SU Agen comptant pour la 16e journée (71-17)
- Plus large victoire à l'extérieur : 35 points d'écart lors du match Stade français Paris - Section paloise comptant pour la 16e journée (5-40)

##### Individuelles
- Premier essai de la saison : Valentin Ursache à la 38e minute de la première journée pour l'US Oyonnax face au Stade toulousain
- Premier doublé : Armand Batlle aux 22e et 29e minutes de la première journée pour le Castres olympique face au Racing 92
- Premier triplé : Gabriel Lacroix aux 1re, 19e et 41e minutes de la troisième journée pour le Stade rochelais face à l'ASM Clermont
- Essai plus rapide d'une rencontre : Nicolas Metge au bout de 15 secondes de jeu lors de la vingt-troisième journée pour le SU Agen face à l'US Oyonnax
- Plus grand nombre de pénalités marquées dans un match par un joueur :
- Plus grand nombre de drops marqués dans un match : Zack Holmes avec 2 drops inscrits lors de la quatorzième journée pour le Stade toulousain face au RC Toulon
- Plus grand nombre de transformations marquées dans un match :